# Henry van Hien
Henry Van Hien (1857 ou 1858 - 4 juillet 1928) est un marchand, homme politique et chef nationaliste de la Côte-de-l'Or.

## Biographie

### Enfance et carrière dans les affaires
Henry Van Hien nait à Elmina de Carel Hendrik David van Hien (en) (1833–1864), un fonctionnaire du gouvernement et gouverneur par intérim de la Côte-de-l'Or néerlandaise, et d'Elizabeth Essuman (vers 1839–1930), sœur de Willem Essuman Pietersen (en). Il fait ses études à l'école gouvernementale de Cape Coast et, selon la tradition familiale, va aux Pays-Bas et au Royaume-Uni pour poursuivre ses études (ce qui n'est pas rare pour l'élite euro-africaine de Cape Coast et d'Elmina). À son retour sur la Côte-de-l'Or en 1878, il commence à travailler comme agent pour F. & A. Swanzy à Shama, puis pour Alexander Miller Bros. à Accra et Winneba. Il s'associe dans l'entreprise de son oncle maternel Willem Essuman Pietersen à Cape Coast et la dirige après la mort de son oncle en 1914. Dans ses dernières années, il se déplace à Accra.

### Carrière politique
En 1923, Henry Van Hien devient membre de la chambre de commerce de Cape Coast. Un an plus tard, il est nommé membre non officiel temporaire du Conseil législatif de la Côte-de-l'Or. De 1925 à 1927, il est membre extraordinaire dudit Conseil législatif, et plus tard, il est membre du Conseil municipal de Cape Coast.
Henry Van Hien est président de la Société de protection des droits des aborigènes de Côte de l'Or et est l'un des fondateurs du Congrès national de l'Afrique occidentale britannique, dont il devient président.

### Pédagogie
Henry Van Hien promeut activement la création d'établissements d'enseignement à Cape Coast. Il est cofondateur du Achimota College et fondateur de la St. Monica's School.

## Vie privée
Henry Van Hien épouse Marian Victoria Plange. Au cours de sa vie, il est membre de l'Église méthodiste wesleyenne (en) et chancelier de l'Église anglicane de Cape Coast. Henry Van Hien est également franc-maçon.
Henry Van Hien et Plange n'ont pas d'enfants. Henry Van Hien décède le 4 juillet 1928 d'une hémorragie cérébrale et est enterré soit au cimetière de Sekondi Road, soit au cimetière anglican de Cape Coast. Le cousin de Henry Van Hien, Kobina Sekyi (en), est son héritier.